# Rio Ariniș (Izvorul Alb)
O Rio Ariniş é um rio da Romênia afluente do rio Izvorul Alb, localizado no distrito de Bacău.